# John W. Vessey junior

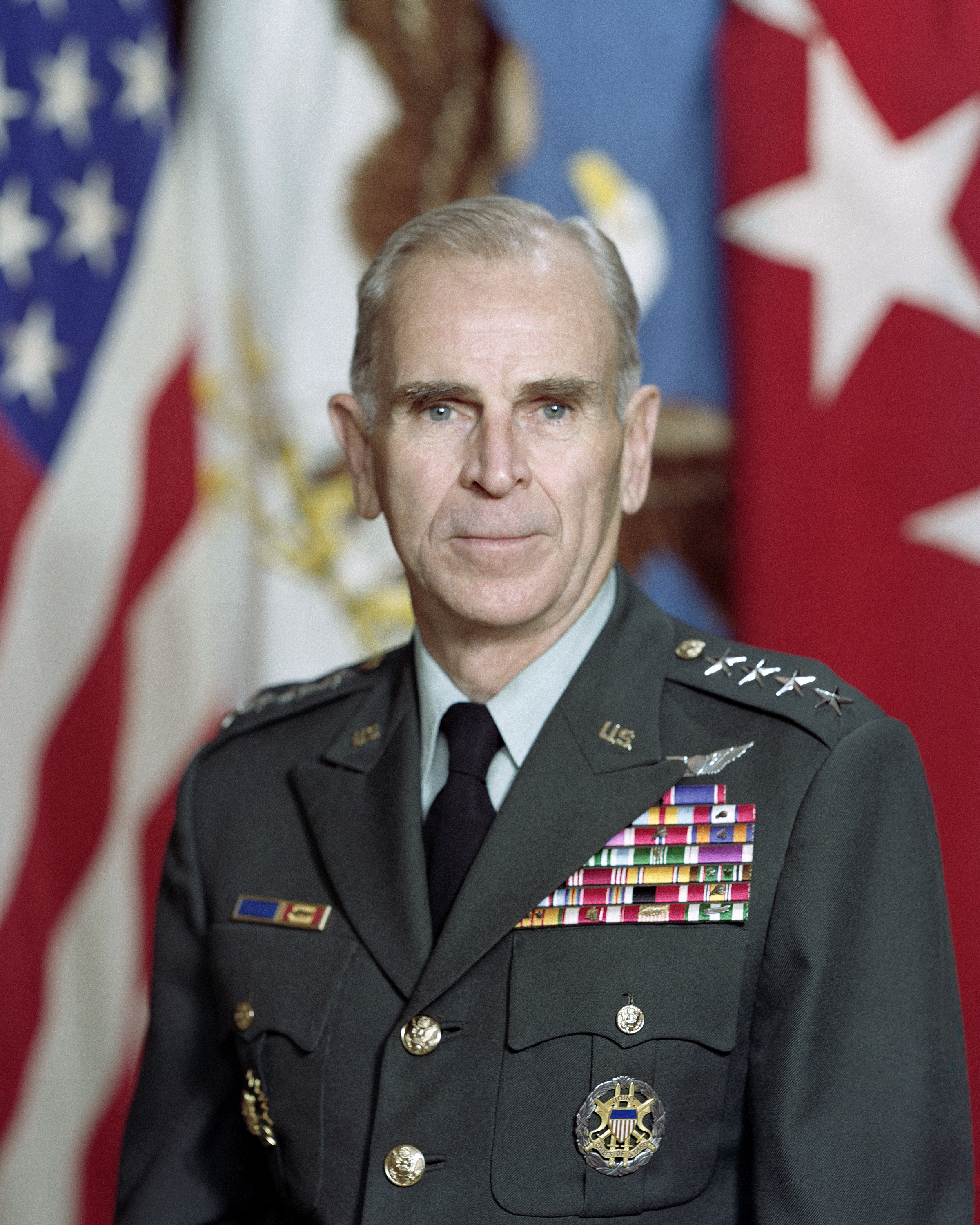
General John W. Vessey Jr. um 1983

John William Vessey Jr. (* 29. Juni 1922 in Minneapolis, Minnesota; † 18. August 2016 bei Saint Paul, Minnesota) war ein US-amerikanischer General der US Army und Vorsitzender der Joint Chiefs of Staff.

## Biografie
Nach dem Besuch der Roosevelt High School trat er 1939 seinen Militärdienst in der Nationalgarde von Minnesota an. 1941 folgte sein Eintritt in die US Army, der er bis 1985 angehörte.
Im Zweiten Weltkrieg diente er in der 34. Infanteriedivision und kämpfte in Nordafrika und Italien. 
Während seiner militärischen Laufbahn studierte er Militärwissenschaft an der University of Maryland und erwarb dort 1963 einen Bachelor of Science (B.S. Military Science). Ein anschließendes Postgraduiertenstudium der Betriebswirtschaftslehre an der George Washington University beendete er 1965 mit einem Master of Science (M.S. Business Administration).
1970 wurde er Kommandierender General des Unterstützungskommandos in Thailand und in dieser Funktion im April 1971 zum Brigadegeneral befördert. Danach wurde er 1972 Chef der Militärischen Assistenz- und Beratungsgruppe (Military Assistance Advisory Group) in Laos sowie 1973 Direktor für Operation im Büro des Stellvertretenden Stabschefs für Operation und Planung im Verteidigungsministerium der Vereinigten Staaten (Director of Operations, Office Deputy Chief of Staff for Operations and Plans).
Nach seiner Beförderung zum Generalmajor im August 1974 wurde er Kommandeur der 4. US-Infanteriedivision.
Bereits im folgenden Jahr wurde er am 1. September 1975 Generalleutnant sowie Stellvertretender Stabschef der US Army für Operation und Planung.
Anschließend wurde er am 1. November 1976 zum General befördert und war von 1976 bis 1978 Kommandeur der 8. US-Armee und als solcher auch Oberkommandierender der US-Streitkräfte in Südkorea sowie der dort stationierten Truppen der Vereinten Nationen unter dem United Nations Command. Danach wurde er 1978 Oberkommandierender der Vereinigten Streitkräfte Südkoreas und der USA in Südkorea.
Zwischen 1979 und 1982 war er Stellvertretender Generalstabschef des Heeres (Vice Chief of Staff of the Army).
Zuletzt wurde er am 18. Juni 1982 zum Vorsitzenden der Vereinigten Stabschefs (Joint Chiefs of Staff) ernannt und bekleidete diese Position bis zu seiner Verabschiedung in den Ruhestand am 30. September 1985.
John W. Vessey Jr., der außerdem Mitglied des Council on Foreign Relations und des Beratungsgremiums der George C. Marshall-Stiftung war, erhielt 1992 die Presidential Medal of Freedom, neben der gleichrangigen Congressional Gold Medal eine der beiden höchsten zivilen Auszeichnungen der Vereinigten Staaten.

## Auszeichnungen
Auswahl der Dekorationen, sortiert in Anlehnung an Order of Precedence of the Military Awards
- Distinguished Service Cross
- Defense Distinguished Service Medal (2 ×)
- Army Distinguished Service Medal (3 ×)
- Navy Distinguished Service Medal
- Air Force Distinguished Service Medal
- Legion of Merit (2 ×)
- Bronze Star (2 ×)
- Purple Heart
- Air Medal (4 ×)
- Army Commendation Medal
- Presidential Medal of Freedom (1992)